# 紫苏酸
紫苏酸（英語：perillic acid）是一种有机化合物，化学式C10H14O2，可见于紫蘇等物种，在人体内也有分布。它可由柠烯氧化得到。它和重氮甲烷反应，可以得到紫苏酸甲酯。